# Мамуцу

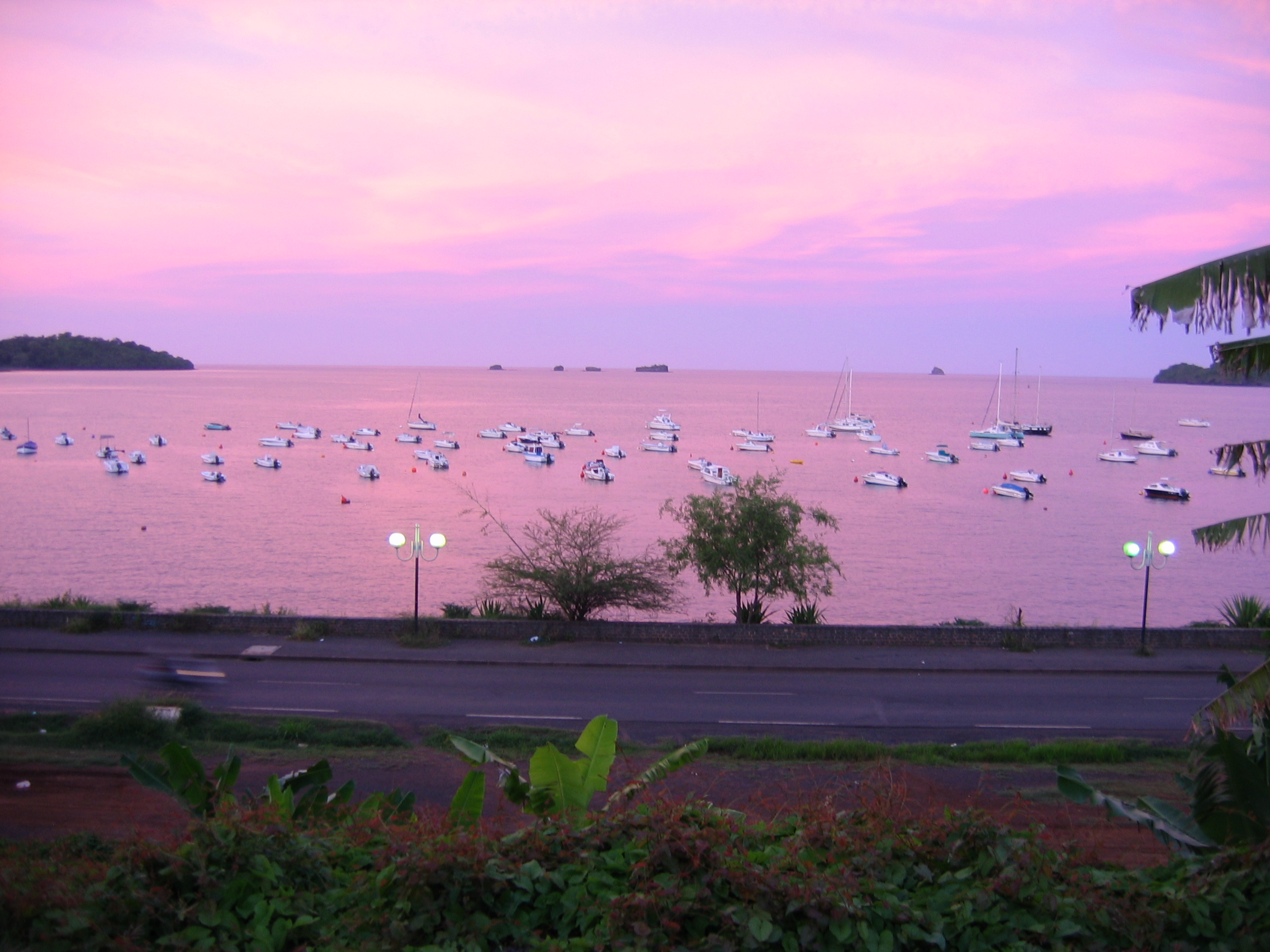
Вид на море из города

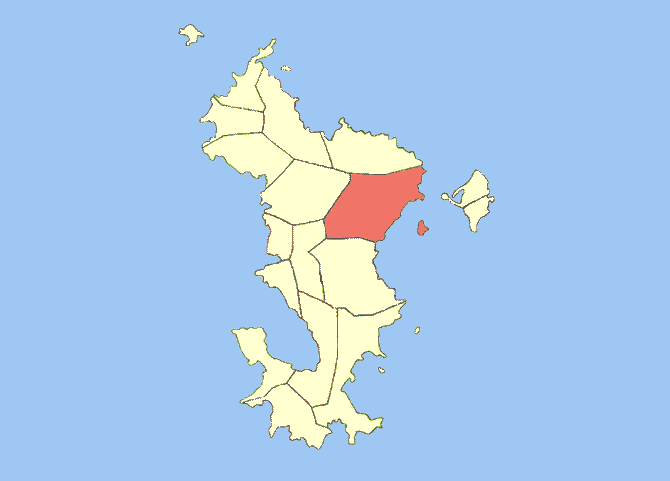
Коммуна Мамудзу на карте Майотты (Маоре)

Мамуцу, или Мамудзу (фр. Mamoudzou, ком. Momoju ) — город и коммуна на острове Майотта (Маоре). В рамках административного деления Франции является административным центром заморского департамента Майотта.
Коммуна Мамуцу является крупнейшей на острове, она делится на три округа, в которые, кроме собственно города Мамуцу, входят 6 посёлков. Население административного центра коммуны — города Мамуцу — составляет 5839 человек (2012 г.), посёлка Кавени — 13276 человек (2012 г.), Мсапере — 12812 человек (2012 г.), Кавани — 7491 человек (2012 г.), Пасамаинти — 7026 человек (2012 г.), Трундзу (Тсундзу, состоящее из двух населённых пунктов Тсундзу 1 и Тсундзу 2) — 6765 человек (2012 г.), Вахибе — 4072 человек (2012 г.). Население коммуны в целом — 57 281 человек (2012 г.).
С 1977 года город является столицей Майотты, которая стала заморским департаментом в 2011 году. В рамках Административного деления Комор, согласно действующей Конституции Союза Коморских Островов, принятой на референдуме в 2001 году, Майотта (Маоре) является одним из четырёх автономных островов, включая город Мамуцу.

## Климат
В Мамудзу тропический климат саванны. В Мамудзу круглый год тепло и дождливо. В год выпадает 1 342,4 мм осадков. 
| Показатель                    | Янв.  | Фев.  | Март  | Апр. | Май  | Июнь | Июль | Авг. | Сен. | Окт. | Нояб. | Дек.  | Год    |
| ----------------------------- | ----- | ----- | ----- | ---- | ---- | ---- | ---- | ---- | ---- | ---- | ----- | ----- | ------ |
| Абсолютный максимум, °C       | 34,5  | 34,2  | 34,7  | 34,8 | 34,7 | 33,2 | 32,3 | 32,2 | 33,8 | 33,4 | 33,8  | 34,0  | 34,8   |
| Средний суточный максимум, °C | 30,9  | 31,2  | 31,9  | 32,3 | 31,4 | 30,1 | 29,3 | 29,6 | 30,1 | 30,7 | 30,9  | 31,1  | 30,8   |
| Средняя температура, °C       | 27,9  | 28,1  | 28,5  | 28,7 | 28,0 | 26,8 | 25,9 | 25,8 | 26,2 | 27,0 | 27,6  | 28,0  | 27,4   |
| Средний суточный минимум, °C  | 25,0  | 25,0  | 25,1  | 25,1 | 24,6 | 23,5 | 22,4 | 22,0 | 22,3 | 23,3 | 24,3  | 24,9  | 24,0   |
| Абсолютный минимум, °C        | 21,6  | 22,0  | 21,5  | 22,0 | 21,7 | 20,5 | 18,5 | 19,5 | 19,8 | 18,6 | 21,8  | 22,0  | 18,5   |
| Норма осадков, мм             | 315,1 | 257,3 | 251,9 | 86,5 | 40,6 | 22,2 | 11,8 | 15,6 | 23,4 | 49,9 | 97,2  | 170,9 | 1342,4 |

## Известные уроженцы
- Бурган, Нурдин (род. 1958) — коморский политический и государственный деятель, премьер-министр Комор (1997—1998). Вице-президент Коморских островов (2011—2016).